# Yekaterina Zelenko
Yekaterina Ivanovna Zelenko (14 de setembro de 1916 – 12 de setembro de 1941) foi uma piloto ucraniana soviética que combateu na Segunda Guerra Mundial. Ela é a única mulher conhecida a ter realizado uma técnica de combate que envolvia em bater com a sua aeronave contra a aeronave do inimigo, tendo feito isto com o seu Su-2 para contra um Messerschmitt Bf-109 alemão, no dia 12 de setembro de 1941, depois de ter sido confrontada por um grupo de sete aviões Bf 109 quando já não tinha munições. Ela não recebeu o título de Heroína da União Soviética até 1990 devido ao facto de a cidade, onde os restos mortais dos dois aviões caíram, foi tomada pelo Eixo antes da sua morte ser comunicada ao comando militar, fazendo com que esta façanha não tenha sido comunicada às autoridades soviéticas até ao final da guerra.

## Prémios e reconhecimento
- Heroína da União Soviética (postumamente em 1990)
- Duas Ordens de Lenin (ambas postumamente; primeiro 1941, segundo 1990)
- Ordem do Estandarte Vermelho (1940)
- O planeta anão 1900 Katyusha foi nomeado em sua honra.[3]
- O seu retrato apareceu em um envelope soviético em 1983, antes de ela receber o título de Herói da União Soviética, assim como num carimbo postal em 2014.[4][5]
- Há ruas levando seu nome, bem como de vários monumentos e estátuas em sua honra, em toda a Rússia e na Ucrânia.[6]